# ラング・ボビ・スジ
ラング・ボビ・スジ（Lang Bobi Suzi, 英: Long-Bubby Suzie）は、ベリーズのクレオール伝承で語られる女性の怪物。伝承によると、ラング・ボビ・スジは、言い付けを守らない子供を、自身の巨大な乳房で鞭打つ。